# 전설을 부르는 덤의 수도 쇼크칸
《크레용 신짱 전설을 부르는 덤의 수도 쇼크간!》(クレヨンしんちゃん 伝説をよぶオマケの都ショックガーン!)은 2006년 일본 반프레스토사에서 만든 짱구 게임이다. 짱구 게임 중에서는 가장 높은 퀄리티를 자랑하고 있다. 짱구 게임 중 최초로 풀보이스가 들어갔고, 새로운 시스템도 많다. 이 게임은 기념 스페셜 애니메이션으로도 방송되었다.

## 스토리
식완(과자와 같이 들어있는 장난감) 유원지 쇼크간이 일본에 설립된다. 거기에 다녀온 훈이(마사오)가 멋진 액션가면 피규어를 보여주고, 짱구는 피규어에 반해 엄마와 아빠에게 쇼크간에게 놀러가자고 졸라댄다. 결국 친구들과 가족들과 다함께 쇼크간에 놀러가게 되는데, 오히려 엄마와 아빠가 식완 피규어 모으기에 푹 빠져 버린다. 그것 때문에 짱구가 오히려 피곤해져 버리고, 싫증을 내게 된다. 다음날에도 쇼크간에 놀러가자는 엄마와 아빠. 기겁한 짱구는 따라가지 않겠다고 버티자 정말로 엄마랑 아빠가 짱아만 데리고 쇼크간에 가 버린다. 그런데 잠시 후, 믿을 수 없는 일이 벌어진다. 집안의 피규어들과 장난감들이 움직이기 시작한 것! 피규어들과 장난감들은 짱구를 향해 달려들었고 집안을 누비며 도망치던 짱구의 주머니에서 이상한 고양이귀 피규어가 나온다.
자신을 '캬루토'라고 소개한 그 피규어는 인간들에게 역습을 펼치는 피규어들에게 맞서는, 인간의 편으로, 선택받은 용사를 찾고 있었던 것이다. 바로 짱구가 선택받은 용사라고 소개한 캬루토, 즉시 짱구와 캬루토는 유치원으로 가 보게 된다.
유치원 역시 피규어들의 습격이 이어지고 있었고, 캬루토의 마법 초코의 힘으로 짱구는 액션가면으로 변신, 그곳을 습격하던 피규어들의 우두머리 레진을 쓰러트려 버린다. 그러나 피규어 둘이 더 나타나 레진을 데리고 후퇴한다. 모두 잡혀가 버리고 숨어 있던 철수(토루), 훈이(마사오), 유리(네네), 맹구(보오) 밖에 남지 않은 유치원, 캬루토는 '레진' '데카루', 그리고 우두머리인 '브리스타' 로 이루어진 피규어마인 3인방이 바로 인간 역습의 원흉으로, 선택받은 용사 짱구의 힘이 필요하다는 소개를 하며, 친구들에게 도움을 요청한다. 피규어들을 제거하는 임무를 띈 '카스카베 방위대' 5인방과 캬루토는 즉시 쇼크간으로 떠나 잡힌 사람들을 구해낸 후, 피규어마인 3명을 쓰러뜨리는 모험을 떠난다.

## 등장 캐릭터
- 노하라 신노스케 (짱구)

카스카베의 건강만점 5살짜리 소년! 이번에는 선택받은 용사가 되어 고양이귀 피규어 요정 캬루토의 도움 요청을 승락하고 인간들을 지키기 위한 피규어들의 역습에 맞선다.
- 캬루토

고양이 귀를 한 요정 병뚜껑 피규어. 원래는 피규어 마인 3인방 두목의 브리스타에게 생명을 받은 후, 촉망받는 부하였다. 지금은 피규어들의 못마땅한 인간 역습에 반대해 생명을 얻은 피규어들 중에서 유일하게 피규어마인 3인방에게 대적하고 있는 반역자이다. 선택받은 용사 짱구의 집까지 찾아가 변신 초코를 들고 짱구를 적극 지원한다. 피규어마인 3인방과의 또다른 깊은 인연은 주인도 똑같았다.
- 카스카베 방위대 <훈이(마사오), 맹구(보오), 유리(네네), 철수(토루)>

떡잎 유치원(후타바 유치원)이 갑작스러운 피규어들의 기습에서 유일하게 숨어서 몸을 피한 아이들이다. 짱구를 돕는 데 힘을 쏟는다.
- 노하라 일가(짱구네 가족) <아빠(히로시), 엄마(미사에), 짱아(히마), 흰둥이(시로)>

피규어들에게 세뇌당해 짱구를 공격했지만 짱구의 도움으로 원래 정신을 되찾은 뒤 짱구를 돕는데 힘쓴다.
- 레진

피규어마인 3인방 중 하나. 곰 모양의 피규어로, 가랑이에 구슬이 끼워져 있고, 배에는 구슬에 화살표가 그려진 후 '거대(巨大)'라고 낙서가 되어있다.
인간에게 한을 품게 된 원인은 원래 주인이 자신의 가랑이 구슬에 대고 거대라는 낙서를 한 것이었다.
원래 사납지만 짱구에게 패해 구슬이 빠진 후로는 몸이 분홍색으로 변하며 중성이 되었지만, 또 한번 당한 후 생명을 잃는다.
- 데카루

피규어마인 3인방 중 하나. 캬루토와 똑같이 생겼으나 몸을 붉은색 옷으로 감싸고 복화술 곰인형을 오른손에 달고 다니며 두 가지 목소리를 낸다. 
(곰 인형이 내는 목소리가 진짜 데카루의 목소리) 질투심이 강하며, 인간에게 한을 품게 된 원인은 원래 주인이 캬루토 피규어에게만 관심을 쏟았기 때문이다.
짱구에게 두번째 패한 후 원래 모습으로 돌아와 곰인형과 함께 생명을 잃는다.
- 브리스타

피규어마인 3인방 중 두목으로 대마왕에게 생명을 얻은 후, 모든 피규어들에게 생명을 불어넣었다. 번개의 힘을 다루며, 갑옷을 입고 있다.
인간에게 한을 품게 된 원인은 과자만 먹고 피규어가 마음에 안 든다고 쓰레기통에 버리게 된 것에서 시작되었다.
그때 대마왕이 복수를 하라며 힘을 부여했다.
짱구에게 두번째 패한 후 한이 쌓인 채로 생명을 잃는다.
- 피규어 대마왕

브리스타에게 생명을 준, 모든 피규어 역습의 원흉이 되는 인물이다. 자신의 과자도 안 먹고 버려버린 인간에 원한을 품었다.
그런데 의아하게도 머리는 '부리부리자에몽' 의 머리를 하고 있다. 그러나 상점 주인 부리부리자에몽과 절대 동일인물이 아니다.
과자를 전부 먹어주면 기쁨에 못 겨워 떠난다.
- 피규어마인 3인방의 주인들

레진, 데카루, 브리스타의 주인들이자 캬루토의 주인들이기도 하다. 피규어들에게 함부로 대하다가 피규어들에게 감금되었다.
짱구가 대마왕을 쓰러뜨린 후, 만신창이가 된 피규어들을 보고 반성하게 된다.

## 새로워진 점

### 신 커맨드
전작 GBA '폭풍을 부르는 시네마랜드의 대모험' 과 큰 차이를 보이는 것이 바로 B버튼으로 발동되는 '똥침' 기술이다. 전작에서는 그저 그 상태에서 그대로 똥침하는 것만 가능해 오히려 위험했으나, 이번 작에서는 좌, 우 십자버튼을 누른 채로 하면 그 방향으로 날아가 똥침을 구사하므로 더 편하고 빠른 공격이 가능하다.

### 풀보이스
스테이지 도중 대화를 제외하고 모든 대화 장면에서 보이스가 등장한다. 심지어 이번 작은 엔딩까지 노래로 듣는다!

## 이번 작의 특징

### 카드 시스템
친구들이나 가족, 이웃들, 주변인물들 모두를 만나 일정 조건을 만족시키는 등의 대화를 펼치면 자신의 힘이 담긴 카드를 준다.
그 카드는 메뉴에서 훈이(마사오)와 맹구(보오)가 합성해 주기도 하며, 덱을 짤 수 있다..

### 화폐 시스템
스테이지 여기저기에서 돈을 모아 '부리부리자에몽의 가게'에서 아이템을 구입할 수 있다. 특정 카드도 이것으로 살 수 있다.
또 게임 오버를 하면 일정 돈을 내고 부활할 수 있지만, 돈을 받는 건 결국 모두 부리부리자에몽이다.

### 코스튬 시스템
비밀 코스튬을 얻는 법은 전작과 비슷하다. 4개의 메인 코스튬은 스테이지 진행 상 캬루토가 주며, 1개의 비밀 코스튬은 친구들의 퀘스트를 통해 얻는다.

## 스테이지 소개
스테이지는 인트로 스테이지인 카스카베, 그리고 나머지 메인 스테이지는 전부 쇼크간 내에 있다.
카스카베를 클리어하면 3개의 스테이지가 생기고 그곳을 전부 클리어하면 또 3개의 스테이지가 생기며, 그곳을 전부 클리어하면 파이널 스테이지가 등장한다.

### 카스카베
인트로 스테이지이다. 에리어 1은 놀이터, 에리어 2는 집, 에리어 3은 유치원이다. 스테이지 보스는 레진.
이곳을 클리어하면 '전국시대', '항구마을', '원시시대'가 열린다.

### 전국시대
'날다람쥐' 코스튬을 얻는 곳으로 일본 전국시대가 메인이다. 에리어 1은 성 외곽, 에리어 2는 성벽 안쪽, 에리어 3은 성 안이다.
중간 보스는 데카루이며, 스테이지 보스는 엄마(미사에)이다.

### 항구마을
'펭귄' 코스튬을 얻는 곳으로 주로 물 속이 무대이다. 에리어 1은 항구, 에리어 2는 바다, 에리어 3은 시로의 뱃속이다.
에리어 2는 전투함들이 즐비해 있고, 에리어 3은 진행상 시로에게 잡아먹히게 된다.
스테이지 보스는 짱아(히마와리)이다.

### 원시시대
'코끼리' 코스튬을 얻는 곳으로 자연이 무대이다. 에리어 1은 정글, 에리어 2는 강, 에리어 3은 동굴이다.
스테이지 보스는 아빠(히로시)이다.

### SF시대
우주가 무대인 곳. 에리어 1은 발사장, 에리어 2는 우주, 에리어 3은 우주탈출 미니게임이다.
스테이지 보스는 유리엄마(네네엄마/사쿠라다 모에코)이다.

### 장난감마을
장난감으로 둘러싸인 곳. 카스카베 스테이지의 에리어 2에 나온 병정 장난감이 거대해져 나온다.
에리어 1은 장난감마을, 에리어 2는 풍차 구역, 에리어 3은 수중이다. 전부 난이도가 꽤 높아 주의해야 한다.
중간 보스는 브리스타이며, 스테이지 보스는 원장선생님이다.

### 바다
예쁜 누나들이 놀고 있는 바다 휴양지. 에리어 1은 해수욕장, 에리어 2는 비치발리볼 미니게임, 에리어 3은 돌고래 바다횡단이다.
에리어 3의 경우 그냥 진행한다면 많은 돈을 얻을 수 있으나 상점에 가기 위해서는 바닷속으로 진행해야 한다.
스테이지 보스는 철수가 좋아하는 마법소녀물 주인공인 모에P.

### 장난감 공장
피규어 마인들의 본거지. 파이널 스테이지이다. 총 3개의 에리어로 이루어져 있는데,
에리어 1에서는 레진, 에리어 2에서는 데카루, 에리어 3에서는 브리스타와 마지막 결투를 벌인다.
에리어 3까지 클리어함녀 파이널 보스 식완 대마왕과 대적하게 된다.

## 인터페이스
- 하트

체력을 뜻한다. 쉬움모드에는 처음에 5개, 어려움모드에는 처음에 3개이다. 대미지를 받으면 하나씩 줄고 전부 떨어지면 쓰러진다.
추가 아이템을 통해 최대 10개까지 확장 가능하다.
- 초코비 조각

카드를 통해 도우미를 부르는 데 쓰인다. 처음에 4개가 있으며 추가 아이템을 통해 10개까지 확장 가능하다.
도우미마다 필요한 조각 수가 다르다.
- 카드

스테이지를 진행하면서 장비는 총 4개까지 가능하다. 스테이지 선택 메뉴에서 카드 장비를 바꿀 수 있다. 추가 아이템을 통해 6개까지 확장 가능하다.
- 라이프

목숨을 뜻한다. 하트가 0이 되거나 추락사할 때마다 하나씩 줄고, 0이 되면 게임 오버이다. 엉덩이별 외계인 동상으로 늘릴 수 있다.

## 아이템
아이템은 스테이지에서만 얻는 것, 상점에서만 얻는 것 등이 있다.

### 스테이지 내에서만 얻는 아이템
- 초코비

하트 1을 회복한다.
- 초코비 3개

하트 전부를 회복한다.
- 초코비 조각

별 모양의 초코비 조각으로, 카드를 사용하는 데 쓰인다.
- 동전

1엔의 가치를 지닌다.
- 동전뭉치

3엔의 가치를 지닌다.
- 동전더미

10엔의 가치를 지닌다.
- 삼각팬티 팬더 동상

랜덤하게 100, 200, 300 코인의 가치를 지닌다.

### 상점 내에서만 구입할 수 있는 아이템
- 부리나민 V

체력을 전부 회복한다. 가격은 10엔.
- 부리부리 블록

스테이지 내에 점선으로 모양만 있던 발판이 생성된다. 오르기 힘든 곳이나 추락사 방지에 도움을 준다. 가격은 150엔.

### 스테이지, 상점 구분 없이 양쪽에 있는 아이템
- 엉덩이별 외계인 동상

라이프가 1 상승한다. 상점가는 100엔.
- 최대 하트 증가

최대 하트 수가 1개 증가한다. 쉬움모드에는 총 5개, 어려움모드에는 총 7개가 있다. 상점가는 500엔.
- 최대 카드 수 증가

최대 카드 소지 수가 1개 증가한다. 양쪽 모드에 총 2개가 있다. 상점가는 500엔.
- 최대 초코비 조각 수 증가

초코비 조각 소지 수가 1개 증가한다. 양쪽 모드에 총 6개가 있다. 상점가는 500엔.

## 코스튬
- 기본 짱구

평상복을 입은 노말 상태이다. 2단점프 가능, 아래 버튼은 엉덩이별 외계인 부리부리 사용으로 인간들의 공격을 피할 수 있다.
B 버튼으로 똥침 기술이 있는데 인간들에게만, 그것도 뒤에서만 공격 가능하지만 대미지가 상당히 높다. 기둥을 오를 수 있다.
- 액션가면

카스카베 에리어 3에서 얻을 수 있다. 2단점프 가능, B 버튼으로 액션 빔을 날린다. 사정거리는 약간 짧고 왼쪽 위의 액션 게이지가 다 소모되면
쓸 수 없다.(빨리 회복되므로 참고) 점프 중 B 버튼은 액션 킥으로 액션 게이지를 소모하지는 않는다. 점프 중, ↓ + → or ← + B 커맨드로 액션 롤링 썬더를 사용한다. 액션 게이지가 소모되면 빨리 풀린다. 기둥을 오를 수 없다.
- 날다람쥐

전국시대 에리어 1에서 얻을 수 있다. 점프가 높으며, 점프 중에 또 점프를 누르고 있으면 2단점프 대신에 천천히 활공한다.
점프 중 B버튼은 꼬리치기 공격으로 액션 킥이 앞에 적만 공격하는 데 비해 위쪽, 뒤쪽까지 공격판정이 있다. 기둥을 오를 수 있다.
- 펭귄

항구마을 에리어 1에서 얻을 수 있다. 1단점프까지만 가능하지만 물속을 자유롭게 헤엄치고 숨을 쉴 수 있다.
B버튼은 부리찌르기이며, 아래 + B 버튼은 미끄러지며 부리로 찌른다. B버튼을 연타하면 계속해서 미끄러진다. 기둥을 오를 수 없다.
- 코끼리

원시시대 에리어 1에서 얻을 수 있다. 1단점프까지 가능하고 속도도 느리다. 그러나 코끼리 손잡이를 잡을 수 있고,
줄이나 막대, 덩굴도 위 버튼으로 붙잡고 미끄러질 수 있다. B버튼으로 코를 휘둘러 공격하는데, ↑ + B로 위로 코를 휘두르기도 하며,
↓ + B 커맨드는 앞에 있는 걸 코로 빨아들인다. 큰 블록을 밀어내거나 당기는 데에도 쓰인다. 기둥을 오를 수 없다.
- 반딧불

친구들과의 퀘스트가뭔데 ??????

## 보스
보스들은 대부분이 짱구의 가족, 주변인물이고, 그 외에 피규어 마인들이 있다.
1차 스테이지 3개 (전국시대, 항구마을, 원시시대) 가족 보스들의 경우 거대화가 되어 있어 공격하기가 쉽지만
2차 스테이지 3개 (SF시대, 장난감마을, 바다) 보스들과 피규어 마인들은 몸집이 작고 빠르므로 공격이 어렵다.

### 짱구의 주변인물
- 거대 도깨비 인형 <짱구엄마(노하라 미사에)>

성 상공에서 대기중인 축제에 쓰이는 인형이다. 전국시대 스테이지 보스. 공격판정은 이마의 쇼크간 마크에만 가능하다.
주먹 내리치기, 양손 내리치기를 사용할 때 주먹을 타고 올라가 쇼크간 마크를 공격하거나, 옆에 있는 바람을 날다람쥐 코스튬으로 타고
올라가 공격할 수 있다. 비행 닌자를 내보내 폭탄을 던지기도 한다.
그러나 '빙글빙글 주먹' 은 신속한 행동을 하지 않으면 공격받기가 쉬워 가장 위험한 기술이다.
- 거대한 시로 <흰둥이(시로)>

보스는 아니지만 항구마을에서 짱구 일행을 잡아먹는다. 그 전에 짱구의 친할아버지(노하라 깅노스케)까지 잡아먹었다.
이 뱃속에서 에리어 3을 진행한다. 약점은 목젖이므로 목젖을 격파해야 한다.
- 수중 사이보그 <짱아(노하라 히마와리)>

바다에서 전투함들을 내보낸 장본인. 항구마을 스테이지 보스. 공격판정은 몸 전체.
오리 장난감을 타고 바다 전투함에도 탑재되었던 우유병 미사일을 날린다. 공격할 때마다 무서운 속도로 돌진한다.
물 속에서 펭귄 코스튬으로 전투해야 하는데 물 속에서 대미지를 잘못 받다가 추락사할 위험이 있다.
뒤에 작은 오리 장난감이 따라다니며 방해를 한다. 돌진하고 나서 또 2차 돌진을 개시하는 경우가 있기 때문에
항상 피해 다니다가 돌진 상태를 해제했을 때에 공격해야 한다.
- 맘모스 <짱구아빠(노하라 히로시)>

원시시대 스테이지 보스. 공격판정은 엉덩이의 쇼크간 마크에만 가능하다.
그러나 문제는 전투 때 엉덩이가 화면 끝에 가려져 있으므로 아무때나 공격할 수 있는 게 아니다.
돌진하거나 점프 공격을 했을 때를 기회로 노려야 한다. 장기전으로 가기 때문에 체력 관리가 가장 중요하다.
패턴은 열매 떨어트리기, 돌진, 점프 공격 등이 있다. 위에는 덩굴이 있으므로 코끼리 코스튬으로 진행하면 쉽다.
쓰러트리면 마지막에 최후의 돌진을 하기 때문에 즉시 나무 위로 올라가 피해야 한다.
- 프로레슬러 유리엄마 <유리엄마(네네엄마, 사쿠라다 모에코)>

SF시대 스테이지 보스. 링 위에서 짱구를 기다리다가 전투를 신청한다. 관람석에는 토끼들이 앉아 있다.
처음에 토끼 인형옷을 입고 있다가 벗어 던진 후 전투한다. 행동이 날렵하고 공격판정이 머리에만 있다.
관람석에서 가끔 피망, 당근을 던지는데 조심해야 한다. 특히 이 야채를 유리엄마가 집어서 던지기까지 한다.
- 해적선장 <원장선생님(타카쿠라 분타)>

장난감마을 보스. 에리어 1에서 블록 다리를 파괴했던 그 해적선의 선장이다.
꽤 힘든 보스전이 되는데, 이유는 밑은 바다이고, 작은 보트가 있긴 하지만 오래 타면 가라앉는다.
그리고 해적선 위에는 올라갈 수가 없다. 그냥 탄성이 있는 발판으로 조심스럽게 튀어다니며 다녀야 한다.
대미지를 받으면 운이 나쁠 경우 바다로 추락하고 보트로 떨어지면 가라앉아 버릴 경우가 많다.
안전하게 올라가 있을 수 있는 곳이 전혀 없다. 게다가 원장선생님이 대포를 쏘기까지 하기 때문이다.
- 마법소녀 모에P

마법소녀물 주인공. 쇼크간에 세뇌당해 해변가에서 짱구와 대적할 준비를 하고 있다.
'모에모에 PPP~, 모에 PPP~'라는 주문을 외우며 마법을 사용한다. 공격하고 짱구를 마비시킨 뒤 경기장을 바꿔 버린다.
만약 마법에 걸려 마비될 경우 배경을 해변가 - 바닷속 - 남극 중 무작위로 계속 바꿔 버리며,
별을 나려 공격하거나 분신을 만든다.(가짜는 바로 철수다!) 바닷속에서는 펭귄으로만 대미지를 입힐 수 있다.

### 피규어 마인
- 레진

피규어 마인 3인방 중 하나. 곰 모양 피규어이다. 팔이 늘어나 펀치를 날리며, 끈끈한 캬라멜을 날려 짱구를 못 움직이게 하며,
높이 점프해서 지진을 내기도 한다. 대미지를 줘도 경직이 잘 되지 않아 힘든 상대가 된다.
1차 때 쓰러트리면 가랑이의 구슬이 빠지며 암컷처럼 변한다.
- 데카루

피규어 마인 3인방 중 하나. 붉은색 고스로리 복장이며, 오른손에 곰 인형을 들고 복화술을 한다.
2개의 목소리를 내며, 저주 종이를 날려(마비, 대미지 등) 공격하거나, 보호막 종이를 생성하거나 춤을 추며 달려든다.
공격 판정이 손에 있는 곰인형에게만 있다. 데카루에게 대미지를 주면 마비만 될 뿐이다.
가장 좋은 공격법은 액션가면의 액션 킥 혹은 날다람쥐의 꼬리치기이다.
춤을 출 때는 곰인형을 머리 위로 들고 추기 때문에 그때는 밟아도 대미지를 주는 게 가능하다.
- 브리스타

피규어 마인 3인방 중 우두머리. 갑옷을 입고 있다. 몸놀림과 공격이 무척 빨라 까다롭다.
공중 킥이나 갑옷 해체, 피규어 날리기 등으로 피하기 힘든 공격을 펼친다.
- 피규어 대마왕

브리스타에게 생명을 부여해 인간 역습의 원흉이 된 식완 대마왕. 자신의 몸에 들어있는 쿠키를 먹지도 않고 버린게 한이 되었다.
평소에 배리어가 쳐져 있어 공격이 불가능한데, 배리어가 사라졌을 때 재빨리 공격한 후 떨어지는 쿠키를 먹어주어야 한다.
통통 튀어다니며, 핀치 때는 더 빠르게 튀어다니므로 주의해야 한다.

## 도움 카드 목록
게임을 진행하며 여러 사람들이 주는 카드들을 얻는다. 카드의 종류가 여러 가지로 나뉘므로 잘 참고하자.
카드는 스테이지 메뉴에서 훈이와 맹구에게 교체해 덱을 짤 수도 있으며, 합성 혹은 해체할 수도 있다.
카드를 사용하는 데는 초코비 조각이 필요하며, 조각은 카드마다 요구량이 다르다.
카드마다 실패하는 경우가 있다.

### 분류: 사다리
사다리 마크가 있는 카드는 짱구의 이동이나 점프 쪽을 돕는다. 편한 진행이나 숨겨진 곳 찾기에 사용된다.
- 아빠 (히로시) <필요 초코비 조각 : 0개>

소환 시 나타나서 웅크리고 손으로 짱구를 받쳐 올려 줄 준비를 한다. 올라가면 짱구를 높이 띄워 날려 준다.
높은 곳으로 올라갈 수 있지만 적의 공격을 받으면 실패한다.
획득조건 : 원시시대 스테이지 클리어
- 짱아 (히마와리) <필요 초코비 조각 : 3개>

소환 시 나비 날개를 달고 나타나 짱구가 추락사할 때 받쳐 올려 준다. 추락사하면 짱아를 조종해 잠시동안 비행 가능하다.
시간이 지나면 짱구를 놓게 되며, 소환해 놓고 추락하는 일이 없다면 잠시 후 사라진다.
획득조건 : 항구마을 스테이지 클리어
- 훈이 슈퍼카 (마사오 군) <필요 초코비 조각 : 4개> [합성카드]

소환 시 자동차를 타고 나타난다. 짱구가 탑승하면 즉시 앞으로 돌진한다. 적들을 모두 제거해 버리지만
장애물에 부딪히면 실패한다.
카드 합성 조건 : 훈이 (마사오군) + 수지 (아이짱)

### 분류: 돋보기
돋보기 마크가 있는 카드는 막힌 길이나 숨겨진 곳 탐험을 돕는다.
- 엄마 (미사에) <필요 초코비 조각 : 1개>

소환 시 짱구의 앞쪽에서 나타나 엉덩이 찍기를 한다. 앞에 있는 장애물이나 금간 바닥을 부순다.
그러나 적은 공격할 수가 없으며, 오히려 적에 닿으면 실패하게 된다.
획득 조건 : 전국시대 스테이지 클리어
- 철수 (카자마군) <필요 초코비 조각 : 0개>

소환 시 스테이지나 에리어에 대해 소개하며, 팻말을 읽는 것도 가능하다.
팻말은 어려운 말로 되어 있어 짱구가 읽을 수 없기 때문이다.
획득 조건 : 카스카베 스테이지 에리어 1에서 철수에게 '모에P 카드'를 준다.
- 부리부리자에몽 <필요 초코비 조각 : 2개>

소환 시 화살표 팻말을 들어 상점의 위치를 알려준다. 정확한 지도로 알려주는 게 아니라
상점이 어느 방향에 있는지만 가르쳐 준다. 상점의 위치에 따라 화살표도 바뀐다.
L 버튼을 누르면 사라진다.
획득 조건 : 부리부리자에몽의 상점에서 2번 이상 물건을 구입한다.
- 원장선생님 <필요 초코비 조각 : 1개>

소환 시 험악한 얼굴을 해 전방의 적들에게 겁을 준다. 적들을 마비시키는 건 물론이고
길을 막는 깡패를 쫓아버릴 수 있다. 다만 뒤쪽에서 적의 공격을 받으면 실패한다.
획득 조건 : 장난감마을 스테이지 클리어 후, 원장선생님에게 '사진기'를 가져다준다.
- 옆집아줌마 <필요 초코비 조각 : 0개>

소문에 민감한 옆집아줌마가 나타나 비밀 정보를 가르쳐준다.
획득 조건 : 장난감마을의 아줌마에게 엄마가 주는 '회람판' 을 가져다준다.
- 오수 (욘로) <필요 초코비 조각 : 0개>

기우뚱 맨션에 삼수까지 해서 대학에 들어간 그 형. 장난감 자동차로 구석에 있는 아이템을 획득 가능하다.
획득 조건 : 전국시대 에리어 2의 오수에게 '아이돌 사진집' 을 가져다준다.
- 명탐정 철수 <필요 초코비 조각 : 0개> [합성 카드]

바닥이 반짝이는 곳에서 사용하면 숨겨진 아이템을 찾아낸다.
그러나 찾는 데 짧은 시간이 소요되며 그 도중에 적에게 공격받으면 실패한다.
카드 합성 조건 : 철수 (카자마군) + 철수 엄마 (카자마군 엄마)

### 분류: 주먹
주먹 카드는 적을 공격하는 데 사용된다.
- 흰둥이 (시로) <필요 초코비 조각 : 3개>

소환 시 몸을 솜사탕처럼 둥글게 말아서 필드 내를 뛰어다니며 적을 공격한다. 시간이 지나면 사라진다.
획득 조건 : 항구마을 스테이지 클리어
- 유리 (네네짱) <필요 초코비 조각 : 2개>

소환 시 즉시 앞으로 달려가 이혼서류를 붙이며 '우리 이혼해요!!'라며 대미지를 준다.
적의 공격판정 부위에게 닿을 경우만 공격하게 되고, 공격판정이 아니거나 적이 공격 상태거나 공격을 날렸다면 실패한다.
획득 조건 : 카스카베 스테이지 에리어 1에서 유리에게 '풍선'을 준다.
- 액션가면 <필요 초코비 조각 : 5개>

소환 시 나타나 액션 빔을 날려 전체공격을 펼친다. 짱구가 액션가면 코스튬을 입었다면 마지막에 같이 '와하하하!'를 하며 웃는다.
획득 조건 : 부리부리자에몽의 상점에서 구입한다.
- 칸탐 로봇 <필요 초코비 조각 : 5개>

소환 시 나타나 짱구를 따라다니며 적을 발견하면 칸탐 펀치를 날린다. 펀치가 적에게 날아가는 데에 시간이 걸린다.
시간이 지나면 사라진다.
획득 조건 : 부리부리자에몽의 상점에 구입한다.
- 나미리 선생님 (마츠자카 선생님) <필요 초코비 조각 : 3개>

소환 시 나타나 그 자리에서 부채춤을 춘다. 부채를 날려 공격하는데 적의 공격을 받으면 실패한다.
획득 조건 : 바다 스테이지의 나미리 선생님에게 '부채'를 준다.
- 행복토끼 <필요 초코비 조각 : 4개> [합성 카드]

소환 시 유리가 토끼인형을 두들겨 패고 필드에 던진다. 그 한이 쌓인 인형에 적이 닿으면 즉시 엄청난 대미지를 준다.
카드 합성 조건 : 유리 (네네짱) + 유리엄마 (네네짱 엄마)
- AUHS 빔 <필요 초코비 조각 : 5개> [합성 카드]

최후의 카드이자 최강의 공격카드. 소환 시 고우 박사가 개발한 기계를 미미가 가져와 액션가면에게 장착 시킨 후,
어마어마한 AUHS 빔을 날려 큰 대미지를 지닌 전체공격을 실시한다.
카드 합성 조건 : 액션가면 + 미미 (미미코) + 고우 박사
- 초 칸탐로봇 <필요 초코비 조각 : 5개> [합성 카드]

소환 시 칸탐로봇처럼 짱구를 따라다니며 적을 발견하면 공격한다. 하지만 차이점은 적을 발견 시 워프해서 적에게 순식간에 다가가 근접공격을 한다.
공격속도가 매우 빨라 신속하게 공격 가능하다. 시간이 지나면 사라진다.
카드 합성 조건 : 야마다 존 + 칸탐 로봇

### 분류: 확성기
확성기 카드는 적을 마비시키거나, 짱구의 상태 등에 변화를 준다.
- 맹구 (보오짱) <필요 초코비 수 : 2개>

그 자리에서 콧물을 휘두른다. 적이 그 콧물에 맞을 경우 잠깐 동안 마비된다.
획득 조건 : 카스카베 스테이지 에리어 1에서 맹구에게 말을 건다.